# Colonsay (Saskatchewan)
Colonsay es un pueblo canadiense situado en la provincia de Saskatchewan.

## Superficie
Colonsay tiene una superficie de 2,4 km².

## Demografía
En 2021, tenía 446 habitantes, una densidad poblacional de 185,9 hab./km², y 199 viviendas.